# Канума

36°34′2″ пн. ш. 139°44′42″ сх. д. / 36.56722° пн. ш. 139.74500° сх. д.
Кану́ма (яп. 鹿沼市, かぬまし, МФА: [kanuma ɕi̥]) — місто в Японії, в префектурі Тотіґі.

## Короткі відомості
Розташоване в західній частині префектури. Виникло на базі середньовічного постоялого містечка на Ніккоському шляху. Основою економіки є деревообробна промисловість та виготовлення електротоварів. Традиційні промисли — видобування канумської пемзи. Станом на 1 жовтня 2008 площа міста становила 490,62 км². Станом на 1 січня 2009 населення міста становило 103 178 осіб.